# Balagoda
Balagoda (o Balagunda, Balgoda, Baliguda) è una suddivisione dell'India, classificata come census town, di 11.830 abitanti, situata nel distretto di Kendujhar, nello stato federato dell'Orissa. In base al numero di abitanti la città rientra nella classe IV (da 10.000 a 19.999 persone).

## Geografia fisica
La città è situata a 22° 6' 0 N e 85° 22' 0 E e ha un'altitudine di 456 m s.l.m..

## Società

### Evoluzione demografica
Al censimento del 2001 la popolazione di Balagoda assommava a 11.830 persone, delle quali 6.307 maschi e 5.523 femmine. I bambini di età inferiore o uguale ai sei anni assommavano a 1.655, dei quali 841 maschi e 814 femmine. Infine, coloro che erano in grado di saper almeno leggere e scrivere erano 7.455, dei quali 4.569 maschi e 2.886 femmine.